# QED ベイカー街の問題
『QED ベイカー街の問題』（キューイーディー ベイカーがいのもんだい）は、高田崇史による推理小説。QEDシリーズの第3作である。

## 出版履歴
- 2000年：講談社ノベルス、ISBN 4-06-182112-1
- 2003年：講談社文庫、ISBN 4-06-273844-9

## あらすじ
平成6年1月、シャーロキアンクラブ「ベイカー・ストリート・スモーカーズ」内で起こった殺人事件とシャーロック・ホームズの謎を桑原が解き明かす。

## 登場人物
桑原 崇（くわばら たかし）
通称、タタル。萬冶漢方（漢方薬局）勤務の薬剤師。奈々の頼みで「スモーカーズ」の3周年記念パーティーに参加する。実はかなりのシャーロキアン。
棚旗 奈々（たなはた なな）
ホワイト薬局勤務の薬剤師。偶然再会した緑川に誘われ、パーティーに参加し、事件に巻き込まれる。

### ベイカー・ストリート・スモーカーズ
堀田 総次郎（ほった そうじろう）
「スモーカーズ」会長。 レストラン・パブ『ベイカー・ストリート』のオーナー。59歳。
緑川 友紀子（みどりかわ ゆきこ）
「スモーカーズ」会員。 明邦大学薬学部薬剤物理化学研究室卒業。奈々より2年先輩。外資系コンピュータ関連会社に勤務。
坂巻 晃司（さかまき こうじ）
「スモーカーズ」会員。ひょろりと背が高く、痩せており、暗い印象。
杉 泰輔（すぎ たいすけ）
「スモーカーズ」会員。小太り。10年前に妹が自殺している。
築地 夏代（つきじ なつよ）
「スモーカーズ」会員になる予定だったが、その前に自殺。ペンネームは「辻名 季津世（つじな きつよ）」　

### 関係者
阿光 美里（あこう みさと）
杉のかかりつけの歯科医院「柏沢歯科」の受付。築地の友人。

### 警察
松丸 十三（まつまる じゅうぞう）
神奈川県警警部補。神経質で胃が悪い。福島県会津若松出身なのに、あだ名が薩摩の旗印の「丸十」なのを嫌っている。
真壁（まかべ）
神奈川県警巡査長。松丸の部下。